# Arca Live & DJ
L'Arca Live & DJ è la seconda tournée musicale della disc jockey e musicista venezuelana Arca.

## Descrizione
Poco dopo la fine del primo tour, l'Arca DJ Tour, con l'uscita del video del brano musicale Sad Bitch (Xen, 2014) Arca ha annunciato una nuova tournée con prima tappa al Berghain di Berlino il 24 aprile 2015 per presentare il proprio album di debutto Xen. Al primo spettacolo ne sono seguiti altri sei in Europa; fra questi, il terzo ha ospitato anche Inga Copeland e l'artista multimediale Jesse Kanda, che ha collaborato alle grafiche backdrop. Il tour si è concluso il 3 dicembre 2015 a New York, unica tappa americana.

### Spettacoli
| Data              | Città              | Stato       | Luogo/Festival                    | Note   |
| Europa            | Europa             | Europa      | Europa                            | Europa |
| ----------------- | ------------------ | ----------- | --------------------------------- | ------ |
| 24 aprile 2015    | Berlino            | Germania    | Berghain                          | [ 1 ]  |
| 1º maggio 2015    | Krems an der Donau | Austria     | Donau Festival                    | [ 1 ]  |
| 12 giugno 2015    | Londra             | Regno Unito | St. John at Hackney Church        | [ 1 ]  |
| 18 giugno 2015    | Barcellona         | Spagna      | Sónar Festival                    | [ 1 ]  |
| 4 luglio 2015     | Manchester         | Regno Unito | Manchester International Festival | [ 1 ]  |
| 2 agosto 2015     | Berlino            | Germania    | Citadel Music Festival            | [ 1 ]  |
| 11 settembre 2015 | Londra             | Regno Unito | Corsica Studios                   | [ 3 ]  |
| 7 novembre 2015   | Memmingen          | Germania    | Audiogate Winterfestival          | [ 4 ]  |
| Nord America      |                    |             |                                   |        |
| 3 dicembre 2015   | New York           | Stati Uniti | Kamio, Pillow Queen               | [ 2 ]  |